# 火环齿冠球虫
火环齿冠球虫（学名：Choenicosphaera flammabunda）为胶球虫科冠球虫属的动物。分布于中太平洋、印度洋，包括东海、海南岛等海域。